# Río Lacajahuira
Río Lacajahuira är ett vattendrag i Bolivia.   Det ligger i departementet Oruro, i den sydvästra delen av landet, 280 km väster om huvudstaden Sucre.
Trakten runt Río Lacajahuira är ofruktbar med lite eller ingen växtlighet. Trakten runt Río Lacajahuira är nära nog obefolkad, med mindre än två invånare per kvadratkilometer.